# Сисачко-Мославачка
Сисачко-Мославачка, Сисакско-Мославинская жупания (хорв. Sisačko-moslavačka županija) — жупания в восточной части Центральной Хорватии. Административный центр жупании — город Сисак.
Название жупании образовано от имени города Сисак и региона Мославина.

## Географическое положение
Жупания граничит с жупаниями Карловачка на западе, Загребачка на севере, Бьеловарско-Билогорска и Пожешко-Славонска на северо-западе и Бродско-Посавска на востоке, а также с Боснией-Герцеговиной на юге.
Самая живописная часть жупании — Мославина с природным парком Лоньско-Поле.

## История
Столица жупании, город Сисак, был столицей римской провинции Паннония-Савия и самым крупным городом в регионе на слиянии рек Купа и Сава.
Покровитель города Сисак — святой Квириний, первый христианский епископ, подвергнутый пыткам во времена гонений на христиан при императоре Диоклетиане. Легенда гласит, что его привязали к мельничному жернову и бросили в реку, однако он чудесным образом спасся и продолжал своё служение Богу.
Сисак стал известен благодаря битве при Сисаке 1593 года, когда войско Священной Римской империи одержало победу над турецкой армией Османской империи.
В Сисаке располагается самый крупный в Хорватии металлургический завод, работающий при поддержке факультета металлургии Загребского университета, находящегося в Сисаке, и самый крупный нефтеочистительный завод. Они связаны с нефтехимическим производством в соседнем городе Кутина.

## Демография
По данным переписи 2011 года общее население жупании составляет 172 439 человек. Крупнейшие города — Сисак, Петриня и Кутина.
По данным переписи в жупании проживает 142 077 хорватов (82,39 %), 21 002 серба (12,18 %), 2464 боснийцев (1,43 %). Для прочих национальностей не превышает 1 %. Преобладающее вероисповедание — католицизм (79,27 %). 12,23 % составляют православные, 2,4 % мусульмане. 4,96 % не религиозны или отказались отвечать.
|                                  |
| Историческое население 1857—2011 |

## Административное деление
Жупания разделена на 7 городов, 12 общин и 456 населённых пунктов.
Города:
- Сисак, столица жупании, население 33 322 человека
- Петриня, население 15 683 человека
- Кутина, население 13 735 человек
- Новска, население 7028 человек
- Глина, население 4680 человек
- Поповача, население 4207 человек
- Хрватска-Костайница, население 2127 человек

Общины:
- Доньи-Кукурузари
- Двор
- Гвозд
- Хрватска-Дубица
- Ясеновац
- Лекеник
- Липовляни
- Маюр
- Мартинска-Вес
- Суня
- Топуско
- Велика-Людина